# Уильямс, Ален
А́лен Джон Уи́льямс (англ. Alain John Williams; род. 21 апреля 1954) — британский гребец-байдарочник, выступал за сборную Великобритании во второй половине 1970-х — первой половине 1980-х годов. Чемпион мира, участник двух летних Олимпийских игр, победитель многих регат национального и международного значения. 

## Биография
Ален Уильямс родился 21 апреля 1954 года.
Первого серьёзного успеха на взрослом международном уровне добился в 1976 году, когда попал в основной состав британской национальной сборной и благодаря череде удачных выступлений удостоился права защищать честь страны на летних Олимпийских играх в Монреале. В программе четырёхместных экипажей на дистанции 1000 метров сумел дойти до стадии полуфиналов, где финишировал пятым. Четыре года спустя прошёл квалификацию Олимпийские игры в Москве — стартовал в той же километровой гонке четвёрок, но на сей раз выступил ещё хуже: в первом раунде пришёл к финишу последним, тогда как в дополнительном утешительном заезде показал четвёртый результат. 
После московской Олимпиады Уильямс остался в основном составе гребной команды Великобритании и продолжил принимать участие в крупнейших международных регатах. Так, в 1981 году он побывал на домашнем чемпионате мира в Ноттингеме, откуда привёз награду бронзового достоинства, выигранную в четвёрках на десяти километрах совместно с напарниками Стивеном Брауном, Кристофером Кэнэмом и Стивеном Джексоном. Два года спустя на мировом первенстве в финском Тампере вместе с Джексоном одержал победу в двойках на дистанции 10000 метров, став таким образом чемпионом мира. Вскоре по окончании этих соревнований принял решение завершить карьеру профессионального спортсмена, уступив место в сборной молодым британским гребцам.